# Salade grecque
Pour les articles homonymes, voir Salade et Grecque.
Pour la série télévisée, voir Salade grecque (série télévisée).
La salade grecque (en grec moderne : χωριάτικη σαλάτα, choriátiki saláta, littéralement « salade paysanne », « de campagne » ou simplement « rustique » ; ou χωριάτικη, choriátiki) est une recette de cuisine traditionnelle et emblématique de salade composée de la cuisine grecque, à base de tomate, concombre, huile d'olive, origan, feta, olives, oignon, poivron vert, et câpres...

## La salade appelée «salade grecque»
Bien que mondialement connue sous le nom de salade grecque, elle n'est qu'une des nombreuses recettes de salades composées de la cuisine grecque.

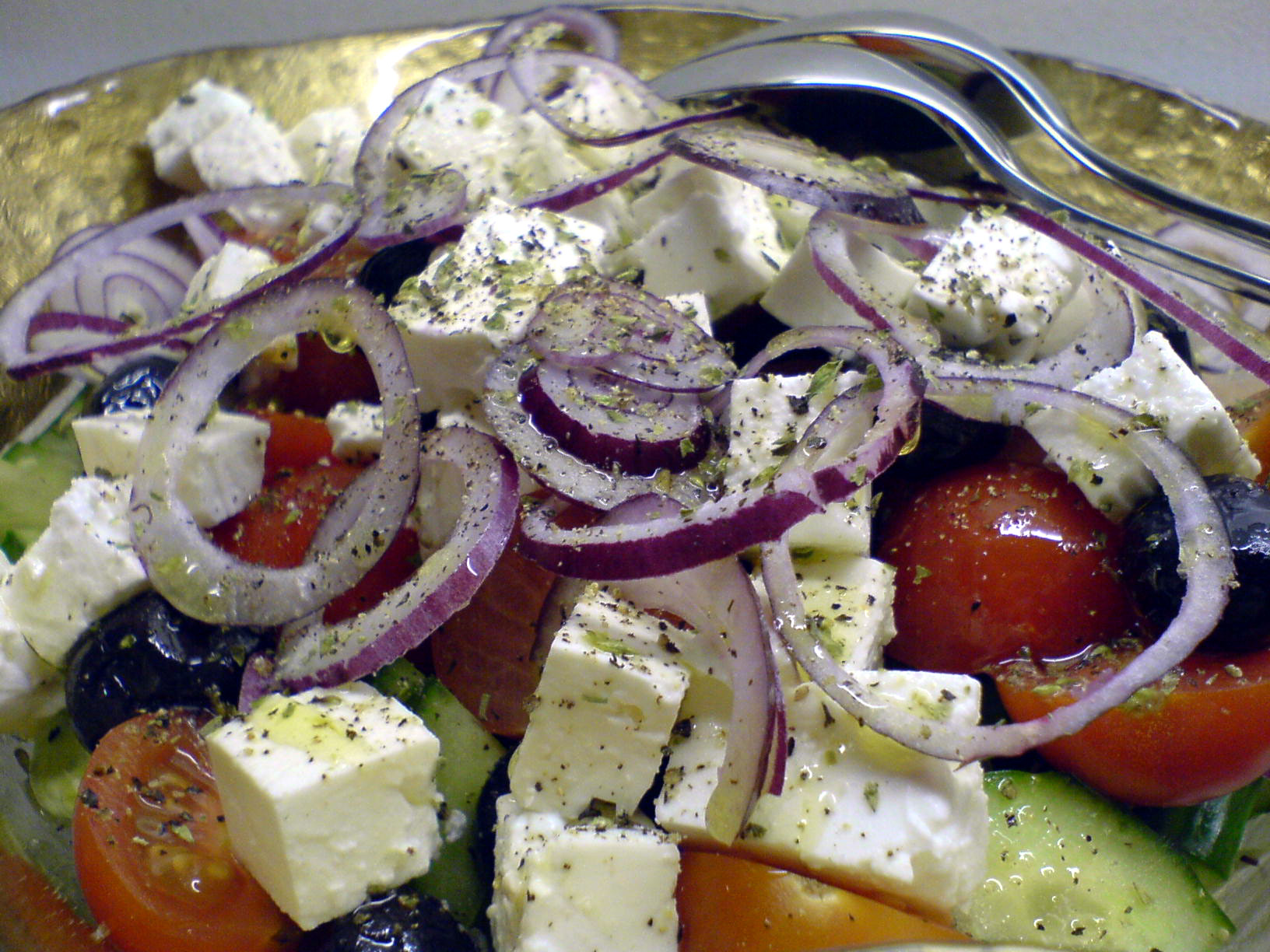
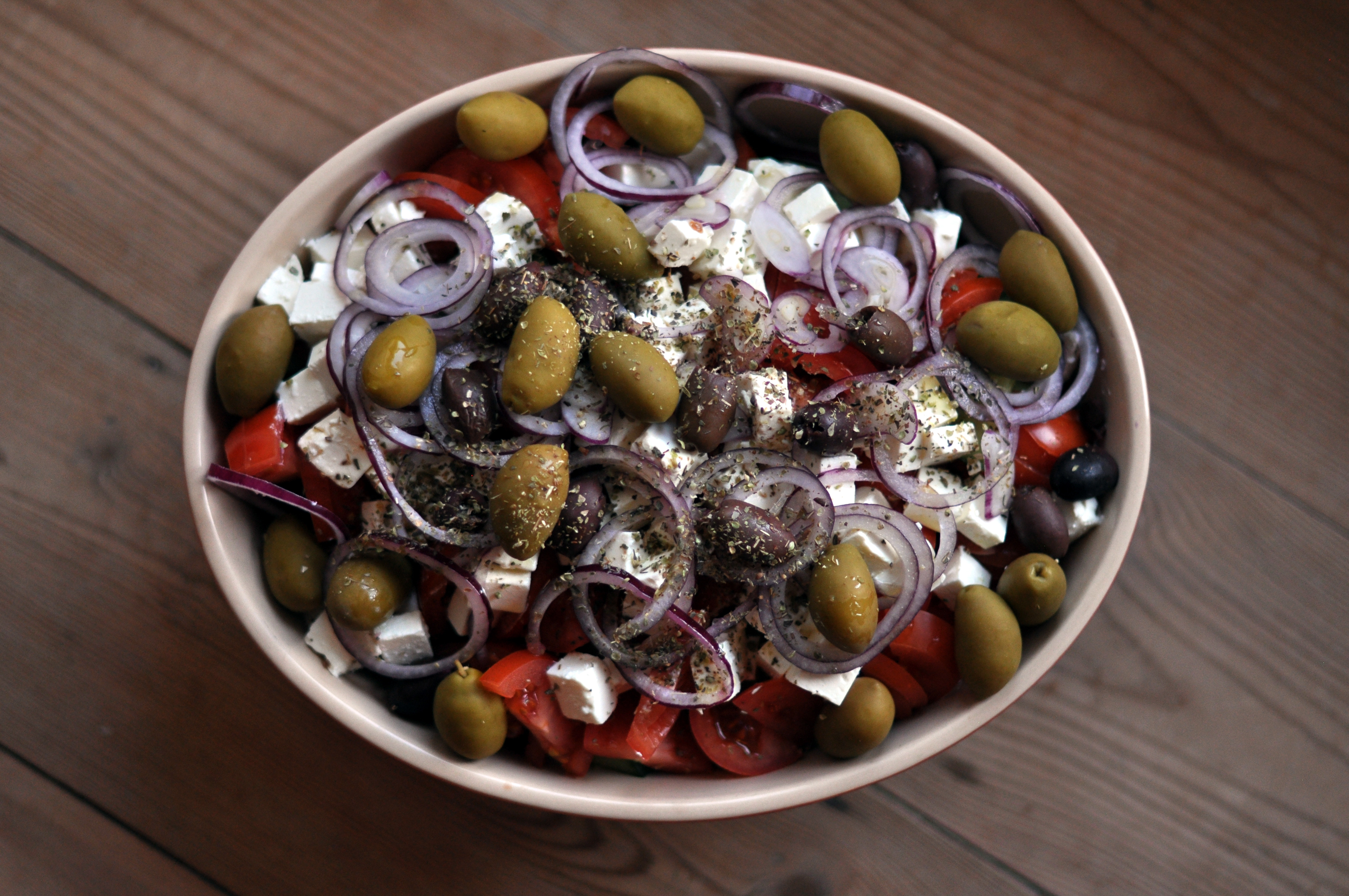
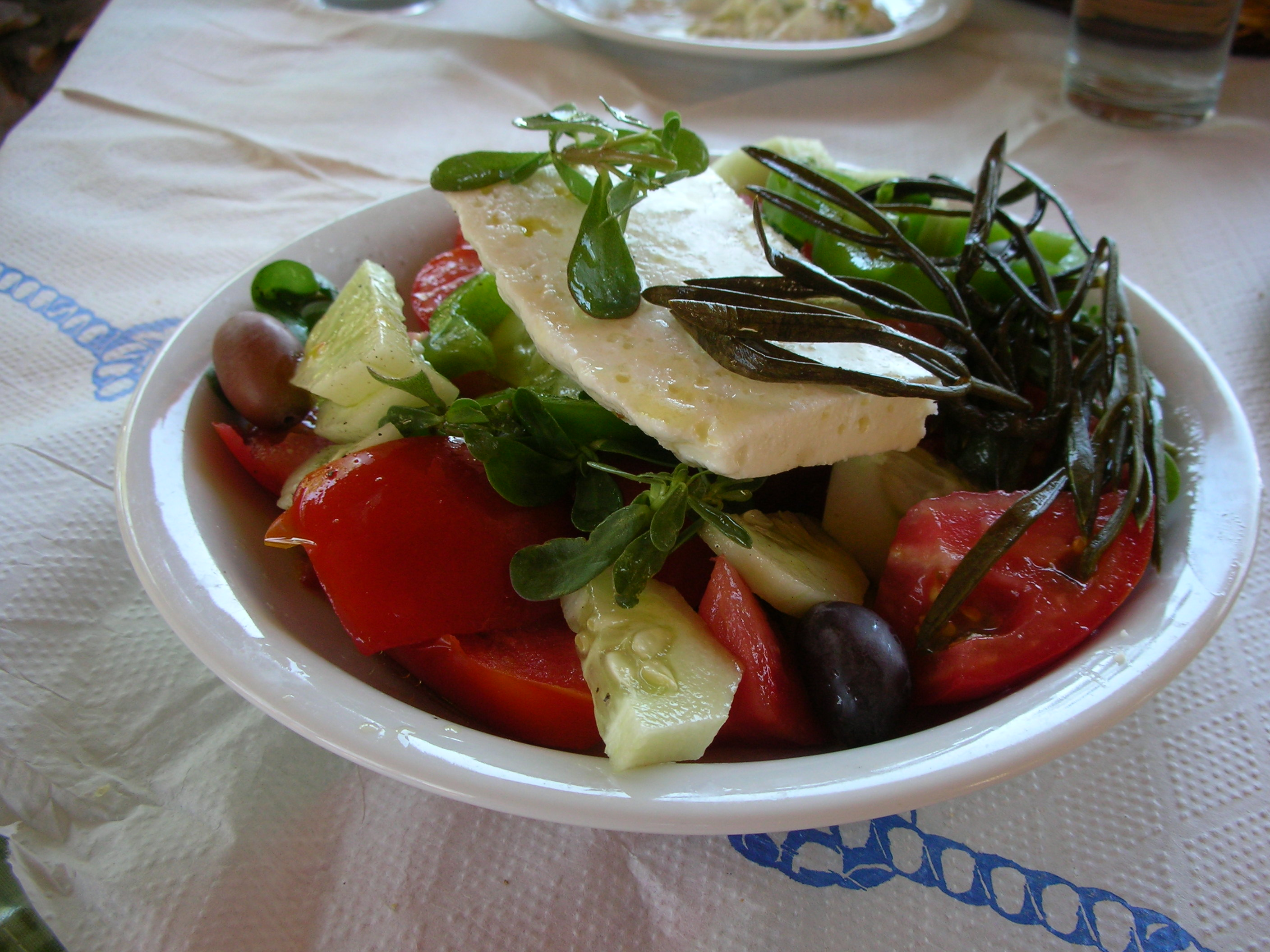

La recette originale de cette salade-archétype du régime méditerranéen est composée de tomates, concombre (nature), huile d'olive, sel, poivre, et origan. Elle peut être éventuellement agrémentée de feta, de feuilles de salade ou de pourpier, d'olives kalamata (ou noires), d'oignons rouges, de poivron vert, de câpres, de feuilles de câprier, de vinaigre, et de persil...
Dans les restaurants, elle est appelée simplement « rustique » (χωριάτικη) et peut être commandée sans fromage, ou avec la feta séparément.

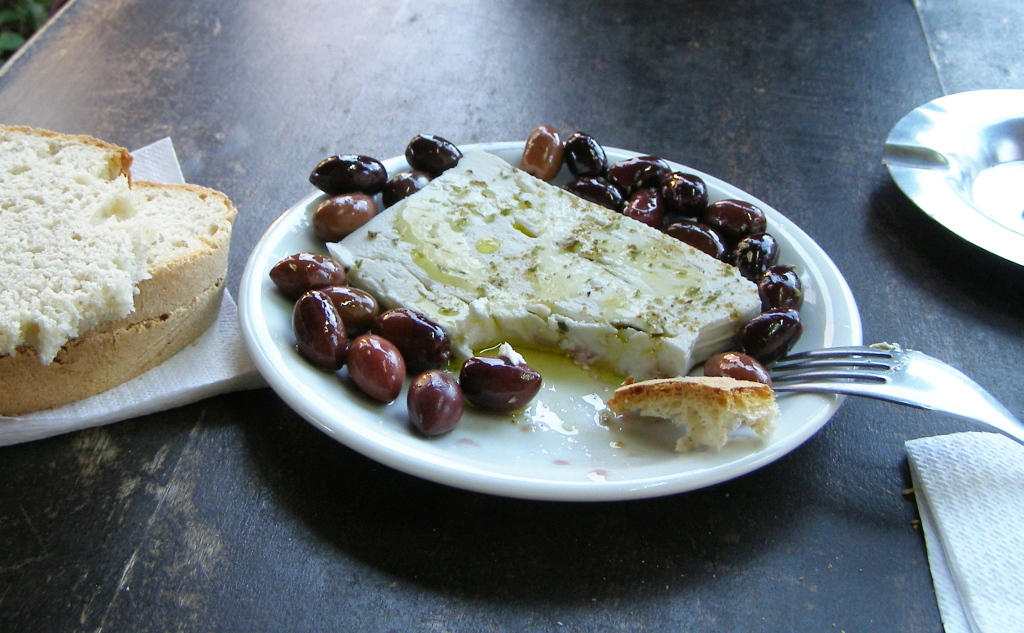
Mezzé de la cuisine grecque : feta, olives kalamata, huile d'olive, et origan

## Variante
À Chypre, dans la cuisine locale, elle est composée avec du blé concassé (boulghour), des petits oignons, et du jus de citron.